# Hermann Gummel
Hermann K. Gummel (5 tháng 7 năm 1923 - 5 tháng 9 năm 2022) là một nhà vật lý người Đức và là nhà tiên phong trong công nghiệp bán dẫn.
Ông nhận bằng Vật lý (1952) từ Đại học Philipps ở Marburg, Đức. Ông đã nhận bằng M.S. (1952) và Ph.D. (1957) bằng vật lý bán dẫn lý thuyết của Đại học Syracuse. Ông gia nhập Phòng thí nghiệm Bell vào năm 1956; cố vấn tiến sĩ của ông, Melvin Lax, đã chuyển từ Đại học Syracuse đến Bell vào năm trước. Tại Bell, Gummel đã có những đóng góp quan trọng trong việc thiết kế và mô phỏng các thiết bị bán dẫn được sử dụng trong ngành điện tử hiện đại.
Trong số những đóng góp quan trọng nhất của ông là Mô hình Gummel – Poon giúp mô phỏng chính xác bóng bán dẫn lưỡng cực và là trung tâm của sự phát triển của chương trình SPICE; Phương pháp của Gummel, được sử dụng để giải các phương trình cho hoạt động chi tiết của các bóng bán dẫn lưỡng cực riêng lẻ,; và Âm mưu Gummel, được sử dụng để mô tả các bóng bán dẫn lưỡng cực. Gummel cũng tạo ra một trong những máy trạm cá nhân đầu tiên, dựa trên máy tính mini HP và Tektronix terminals và được sử dụng cho VLSI thiết kế và bố trí, và MOTIS, trình mô phỏng định thời MOS đầu tiên và là cơ sở của các chương trình "SPICE nhanh".
Năm 1983, Gummel nhận được Giải thưởng David Sarnoff "cho những đóng góp và dẫn đầu trong phân tích thiết bị và phát triển các công cụ thiết kế có sự hỗ trợ của máy tính cho các thiết bị và mạch bán dẫn". Năm 1985, Gummel được bầu vào Học viện Kỹ thuật Quốc gia Hoa Kỳ vì "những đóng góp và dẫn đầu trong việc phân tích và thiết kế các thiết bị và mạch bán dẫn có sự hỗ trợ của máy tính". Năm 1994, ông người đầu tiên nhận Giải thưởng Phil Kaufman.
Ông qua đời vào ngày 5 tháng 9 năm 2022, hưởng thọ 99 tuổi.